# Liste der Monuments historiques in Lorignac
Die Liste der Monuments historiques in Lorignac führt die Monuments historiques in der französischen Gemeinde Lorignac auf.

## Liste der Bauwerke
| Bezeichnung               | Beschreibung              | Standort | Kennzeichnung | Schutzstatus | Datum     | Bild           |
| ------------------------- | ------------------------- | -------- | ------------- | ------------ | --------- | -------------- |
| Kirche St-Pierre-ès-Liens | Erbaut im 12. Jahrhundert | (Lage)   | PA00104783    | Inscrit      | 1925 2000 | weitere Bilder |

## Liste der Objekte
| Bezeichnung | Beschreibung                     | Standort                                | Kennzeichnung | Schutzstatus | Datum | Bild |
| ----------- | -------------------------------- | --------------------------------------- | ------------- | ------------ | ----- | ---- |
| Kanzel      | Holz, vergoldet, 18. Jahrhundert | in der Kirche St-Pierre-ès-Liens (Lage) | PM17000188    | Classé       | 1980  |      |